# بنجامين هال
بنجامين هال (بالإنجليزية: Benjamin Hall)‏ هو منافس ألعاب قوى أسترالي، ولد في 20 مارس 1984 في أديلايد في أستراليا.